# Korožečna
La Korožečna (in russo Корожечна?) è un fiume del nord-ovest della Russia europea, tributario del Volga. Scorre nei rajon Kesovogorskij, Sonkovskij, Kašinskij dell'oblast' di Tver' e nell'Ugličskij rajon dell'oblast' di Jaroslavl'.

## Descrizione
Il fiume ha origine nella regione collinare Bežecnij (Бежецкий верх), scorre prevalentemente in direzione orientale e sud-orientale. La larghezza del fiume nel tratto superiore e medio è di 5-20 m, il canale è tortuoso, la profondità arriva fino a 1,5 m. Il fiume sfocia nel Volga a 2 830 km dalla foce, nel bacino idrico di Rybinsk, a nord della città di Uglič.
Più vicino alla foce, a causa del ristagno del bacino la larghezza del fiume aumenta, negli ultimi 4 chilometri il fiume è navigabile. La sua lunghezza è di 147 km, il bacino idrografico di 1 690 km². Il corso inferiore della Korožečna è un luogo popolare per la ricreazione e la pesca, lungo le rive si trovano sanatori e campi turistici.